# 田村成義
田村 成義（たむら なりよし、嘉永4年2月9日（1851年3月11日） - 大正9年（1920年）11月8日）は、歌舞伎劇場の経営者で、「田村将軍」と異名を取った人物。

## 経歴
江戸日本橋元大工町で医師（眼科医）の福井寿仙の子として生まれる。幼名は鋳之助。1861年(文久元年)5月に母が亡くなり、1866年(慶応2年)3月に父が亡くなった。同年7月に、牢屋敷同心鍵番を勤めていた田村金太郎の養子となる。養子に入った際に、金一郎に改名した。同年9月 跡目相続を許され、囚獄書役見習となった。
慶応4年(1886) 維新後は鎮台府附 市政裁判所に出仕、東京府付監獄係、囚人前科取調係を経て、明治3年(1870年)の春に辞職した。辞職した原因は、「田舎者が来て無暗に威張り散らし、此方の頭が上がらないのが大いに癪に障った」ため。
同年8月、市村座の茶屋万屋、その後芝居の小道具の刀の請負いなどの職を経たのち、静岡で茶園の手伝いなどもしていたが長続きせず、明治4年に東京にもどった後、訪ねて来た友人の「君遊んで居ずとも此の節は代言人というものが出来て、訴訟の世話をやってやれば随分金になるから、一つやっては如何だ」との勧めで、毎日司法省日誌と首引きを始め、小川町の法律学校に通い、代言人になるための勉強をした。明治10年(1877年)東京府で代言人免許を得る。名を成義と改めた。
明治15年(1882年)2月22日 東京府代言人組合を離れ、横浜組合に入る。7月 神奈川県人として自由党に入党。関与の程度・活動期間は不明だが、明治17年(1884年)5月の自由党員名簿にはまだ記載がある。この時期銀座と横浜で代言人事務所を開いており、明治15年11月9日から11日の東京横浜毎日新聞の広告欄に、代言人 田村成義として、京橋区銀座三丁目十五番地、横浜柳橋際柳町五番地(現在の横浜市中区吉田町付近）の二か所で広告を出している。明治18年(1885年)7月24日から25日には、「横浜住吉町二丁目卅二番地へ出張所を設け代言弁護の依頼に応ず 銀座三丁目十五番 田村成義」の広告を出している。
明治22年(1889年)5月に東京の代言人組合が二派に分裂した際、新組合の名簿に田村成義の名が銀座三丁目の住所で記載されており、この頃には代言人としての活動は銀座が中心となっていたようである。
その後、劇場経営に関わるようになり、明治28年(1895年)代言人の登録を取り消し、これ以降は劇場の興行制作・経営に専念した。

### 劇場経営
明治12年(1879年)新富座の経営者・十二代目守田勘弥が訴訟を起こした際、被告側弁護人として調停に務め、その後、守田の法律顧問になったことが歌舞伎界に関わるきっかけになった。また、五代目尾上菊五郎と親交が深く、明治19年(1886年)菊五郎が千歳座に移った際、経営に関わり、『四千両小判梅葉』などの作品の製作にも関係する。
明治22年(1889年)11月、福地桜痴・千葉勝五郎が歌舞伎座を開業して以降、興行主任などの名義で経営に関わるようになり、明治29年(1896年)の歌舞伎座株式会社化の際にも創立メンバーとして奔走した。明治28年(1895年)12月末、銀座三丁目の田村宅に「歌舞伎座株式会社創立事務所」の看板を掲げ、井上竹次郎、皆川四郎、三宅豹三、西川忠克、野田丈次郎、馬越恭平、早川松之助、坂本省三、千葉仁之助、福地源一郎らと株式会社化の準備を進め、明治29年(1896年)4月8日、会長 皆川、副会長 井上、重役 千葉、西川、野田、監査役 馬場、早川、坂本、幹事 田村を決定。しかしこの頃から皆川、井上の方針の違いによる対立が始まる。 10月5日 会長を社長と改め、皆川が社長、井上が副社長となる。西川、千葉が取締役辞任、吉川安之助、伊藤謙吉が取締役に加わる。12月1日 皆川が社長を辞任、伊藤が社長、井上が興行専務、吉川が会計、野田が庶務となる。皆川とは代言人時代からの仲であった田村はその後、一時歌舞伎座とは縁を切るが、団十郎・菊五郎亡き後、再び経営に関わり（1904年）、松竹に経営権が渡るまでの約10年間は実質的に田村が経営の中心であった。
明治41年(1908年)以降市村座の経営権を得て、大正2年(1913年)、歌舞伎座の経営を松竹に譲った後、田村は市村座に専念することになった。
市村座では若手の六代目尾上菊五郎や初代中村吉右衛門らを抜擢して育て、人気を博した。歌舞伎座や帝国劇場を向こうに回し、いわゆる「菊吉時代」「二長町時代」を築いた。
腎臓炎のため大正9年(1920年)死去。市村座は田村の死後、子の田村寿二郎（成義を大田村、寿二郎を小田村と呼んだ）が経営に当たったが、吉右衛門、七代目坂東三津五郎らが相次いで脱退したため、次第に衰退していった（一時期、市村座は松竹経営になったが1932年に焼失し、再建されなかった）。

## 著作
- 『演藝逸史無線電話』玄文社 1918
  - 『藝界通信無線電話』（青蛙房、1975年）1901年から1914年まで『歌舞伎』に、1915年から18年まで『演芸画報』に連載されたもので、死んだ歌舞伎関係者と冥界への電話で会話するという趣向の歌舞伎随筆。
- 『続々歌舞伎年代記 乾』（1922年）　：「歌舞伎年代記」（立川焉馬）、「続歌舞伎年代記」（豊芥子）の続編で、成義の3回忌に刊行された。幕末から明治36年までを扱う。さらに「坤」として明治37年から大正9年までの原稿を用意していたが、関東大震災のため焼失した。

## 親族
- 福井寿仙（生年不詳 - 1866年（慶応2年）3月）- 父。江戸日本橋大工町の眼科医。松平越前守(松平春嶽)の御出入医者であったという。
- 田村金太郎 -  養父。町奉行支配囚獄石出帯刀組同心鍵役筆頭。
- 田村てる - 妻
- 田村義太郎 - 長男。病気のため早世。
- 田村寿二郎（1878年（明治11年）-　1924年（大正13年）7月24日） - 次男。田村の死後、市村座の経営に当たる。
- 田村クラ（1862年（文久2年）9月15日 -  1945年（昭和20年）9月22日）- 養女。牛込区矢来下町二十番地 長野諭一郎、もめの長女。
- 足立繁美 - 大分県士族。上京し、田村の片腕となり、その妹の夫となる。後の市村座の帳元。
- 足立治美 - 繁美の長男。萬興業取締役、第百銀行社員。その長男は裕美。
- 田村道美 - 足立繁美の次男。映画俳優、映画プロデューサー。女優の入江たか子と結婚した。

## その他
趣味は小唄で、小唄田村流の祖の田村てると親交があった。